# Gliose
Gliose er en sygelig forøgelse af mængden af gliaceller i en del af hjernen.
Dette udløser en uspecificeret neuropatalogisk reaktion, i forbindelse med forskellige neurologiske sygdomme, hvis opståen er ukendt. 

## Ekstern henvisning
- Wikimedia Commons har flere filer relateret til Gliose
- WorldLingo, Gliose (engelsk)

| Anatomi | Spire Denne artikel om anatomi er en spire som bør udbygges. Du er velkommen til at hjælpe Wikipedia ved at udvide den. |